# Носов, Валерий Борисович
Валерий Борисович Носов (5 марта 1941 — 7 декабря 2003) — советский и российский деятель автомобильной промышленности, генеральный директор АМО ЗИЛ, заслуженный машиностроитель Российской Федерации (1993).

## Биография
Родился в семье сотрудника Первого государственного подшипникового завода (ГПЗ-1). После окончания средней школы (1958) работал лаборантом во Всесоюзном электротехническом институте, поступил на учёбу на вечернее отделение в Московский энергетический институт. В 1960 году перевёлся на дневное отделение Московского автомеханического института (МАМИ). Первые два года параллельно с учёбой работал станочником на ГПЗ-1.
Окончил МАМИ (1964), дипломную работу выполнял на заводе имени И. А. Лихачёва. С 1965 года работал на заводе имени И. А. Лихачёва на инженерных должностях.
В мае 1972 года в группе специалистов выезжал на полугодовую стажировку на фирму «General Motors» в США, где участвовал в проектировании автоматизированной транспортной системы для автосборочного корпуса. Прошёл обучение по специальности менеджмент в колледже при компании IBM.
В 1976 году возглавил новый автосборочный корпус, в строительстве которого он принимал участие. С 1979 года — начальник управления контроля качества, с 1980 года — заместитель генерального директора по производству, с 1984 года — первый заместитель генерального директора ПО ЗИЛ.
С декабря 1985-го по январь 1997 года Носов — генеральный директор ПО ГПЗ-1 (ныне АО «Московский подшипник»). Возглавляя завод, В. Носов защитил кандидатскую и докторскую диссертации.
В составе группы работников подшипниковой промышленности В. Носову в 1999 году присуждена Государственная премия Российской Федерации за создание высокоэффективных технологических процессов и оборудования мирового уровня по производству подшипников качения для обеспечения оборонных и гражданских отраслей.
В январе 1997 года возглавил АМО ЗИЛ. В декабре 2002 года оставил пост директора по состоянию здоровья.
Президент футбольного клуба «Торпедо-ЗИЛ» 1997—2002.

Могила В. Б. Носова на Ваганьковском кладбище

## Память
Похоронен на 12 уч. Ваганьковского кладбища в Москве.
На доме 22 по Шарикоподшипниковской улице установлена мемориальная доска.

## Награды и премии
- орден «За заслуги перед Отечеством» 3-й степени (26.10.1999)
- орден «За заслуги перед Отечеством» 4-й степени (26.03.1996)
- два ордена Трудового Красного Знамени (16.01.1981; 10.06.1986)
- Орден «Знак Почёта»[5]
- медали
- заслуженный машиностроитель Российской Федерации (05.07.1993)
- Государственная премия Российской Федерации (1999)
- Премия Совета Министров СССР (1978)